# Lilla Lysingen, Dalsland
Lilla Lysingen är en sjö i Färgelanda kommun i Dalsland och ingår i Örekilsälvens huvudavrinningsområde.